# Chienchiang
Chienchiang, podgrupa naroda Bouyei, srodni Žuanima, nastanjeni na jugu i jugozapadu provincije Guizhou. Jedna su od 55 priznatih nacionalnih kineskih manjina. Tijekom Srednjeg doba Chienchiangi adoptiraju feudalni ekonomski sistem Han Kineza u kojemu nekoliko bogatih zemljovlasnika kontroliraju gotovo svu zemlju. Zemljoposjednici su loše postupali sa zakupcima, a dolaskom komunističke partije na vlast 1949. stanje im se donekle popravilo, ali još žive kao siromašni farmeri. 
Chienchiang žive na platou Yi-Guizhou, razdijeljenim planinama, dolinama i rijekama. Većina ih se bavi uzgojem brojnim kultura, kao što su riža, pšenica, kukuruz, proso, sirak (sorgum), krumpir, grah, heljda, konoplja, duhan, pamuk, itd.
Riža je glavna hrana Chienchianga, pripremaju je na različite načine, dok je pasje meso vrhunski specijalitet koji se priprema samo u posebnim prilikama. Vino od riže je omiljeno popularno piće.
Chienchiang-kuća je poglavito katnica u kojoj obitelj često živi na gornjem katu, dok u prizemlju drže životinje. Selo je često udaljeno od glavne prometnice i okruženo kamenim zidom ili bambusovom ogradom. Sela su malena položena u blizini rijeka ili na ravnici. 
Chienchiangi su poznati po prijaznosti i gostoljubivosti, i smatraju za čast primiti u svoj dom posjetioca. Ulaskom gosta u kuću prvo mu se ponude dva slatka kolačiće od riže.
Ženidba je uvijek monogamna, odnosno svaki muškarac ima tek jednu ženu. Mlada nakon vjenčanja ostaje u domu svojih roditelja za još jednu ili dvije godine dana. Kroz to vrijeme mladoženja i njegova obitelj mora 'kidnapirati'  mladu i dovesti je u muževu kuću. 
Chienchiangi su budisti ili taoisti, ali poglavito obožavaju mnoge bogove i vjeruju da sve u prirodi posjeduje duhove. Na šesti dan šestog lunarnog mjeseca obožava se Pan Gu, njihov najpoštovaniji predak, koji će ih zauzvrat blagosloviti bogatom žetvom. Komunističkim dolaskom na čelo Kine mnogi religiozni običaji Chienchianga počinju nestajati.

## Vanjske poveznice
- The Chienchiang of China